# Madrid (Maine)

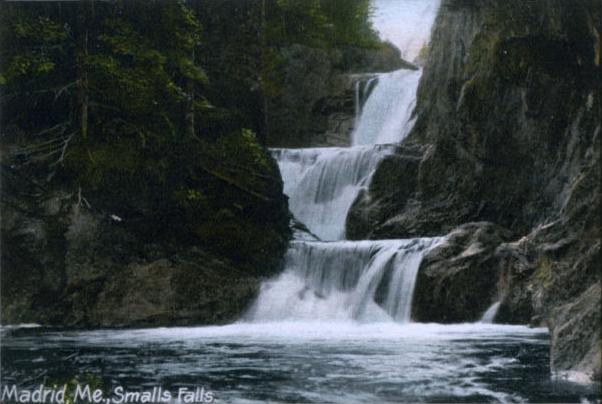
Small's Falls (Pequeñas cascadas) situadas en Madrid, Maine.

Madrid es una antigua localidad del condado de Franklin, en el estado de Maine. Actualmente es un municipio no organizado, de 173 habitantes según el censo de 2000.

## Geografía
Según la Oficina del Censo de EE. UU., el término municipal tiene un área de 108,2 km², de los que 0,2 km² (0,14%) corresponden a ríos y lagos.

## Demografía
Según el censo del año 2000, en ese año residían en el término municipal 173 personas, distribuidas en 55 familias en un total de 72 edificaciones. La densidad de población era de 1,6 hab/km².
Por razas, la población se componía exclusivamente de blancos.
Por edades, un 23,7% de la población se encontraba por debajo de los 18 años. Un 3,5% entre 18 y 24, un 27,7% entre 25 y 44, 34,1% entre 45 y 64 años, y, por último, un 11% de la población tenía 65 años o más. La media de edad era de 42 años. 
La renta per cápita de la localidad era de 12.192 dólares estadounidenses. Un 5,5% de la población vivía bajo el umbral de pobreza, incluyendo a un 29,4% de los mayores de 64 años.